# Grand Prix automobile d'Allemagne 1952
GP précédent GP suivant
Le Grand Prix d'Allemagne 1952 (XV Grosser Preis von Deutschland), disputé sous la réglementation Formule 2 sur le Nürburgring le 3 août 1952, est la vingt-et-unième épreuve du championnat du monde de Formule 1 courue depuis 1950 et la sixième manche du championnat 1952.

## Contexte avant le Grand Prix

### Le championnat du monde
À la suite de la défection des principaux constructeurs de F1 à la fin de la saison 1951, les instances internationales ont organisé le championnat du monde 1952 sous l'égide de la Formule 2, hormis les 500 miles d'Indianapolis, traditionnellement disputés suivant l'ancienne Formule internationale. Depuis le début de saison, le championnat est totalement dominé par la Scuderia Ferrari, qui avec la 500 F2 dispose de la monoplace la plus puissante et la plus évoluée du plateau. Privée de son principal pilote Juan Manuel Fangio, accidenté en début de saison, l'écurie Maserati a pris énormément de retard dans le développement de sa nouvelle monoplace. Autre rivale potentielle, la petite équipe Gordini, malgré une victoire à Reims (hors championnat) avec Jean Behra, manque d'organisation et de moyens pour pouvoir battre les Ferrari à la régulière. Leader de la Scuderia Ferrari et comptant trois succès (Belgique, France et Grande-Bretagne), Alberto Ascari est en tête du classement devant ses coéquipiers Piero Taruffi (vainqueur en Suisse) et Giuseppe Farina, une victoire dans ce Grand Prix d'Allemagne lui permettrait de s'attribuer le titre de champion du monde, quelle que soit l'issue des deux dernières épreuves.

### Le circuit
Inauguré en 1927 après deux ans de travaux, le Nürburgring est un circuit très sélectif tracé au cœur du massif de l'Eifel. Le Grand Prix emprunte la boucle nord (Nordschleife), qui développe près de 23 kilomètres et compte 176 virages, avec des pentes jusqu'à 17 %. Le record de la piste est toujours détenu par Hermann Lang, qui a réalisé un tour en 9 min 52 s 2 (138,660 km/h) lors du Grand Prix de l'Eifel 1939, au volant d'une Mercedes de près de 500 chevaux, une performance que les meilleures monoplaces de Formule 1 n'avaient pu améliorer en 1951, et qui restera probablement loin d'être approchée en 1952 : avec seulement 175 chevaux pour les plus puissantes, les monoplaces de F2 ne devraient pas être en mesure de franchir la barrière des dix minutes au tour.

## Monoplaces en lice
- Ferrari 500 "Usine"

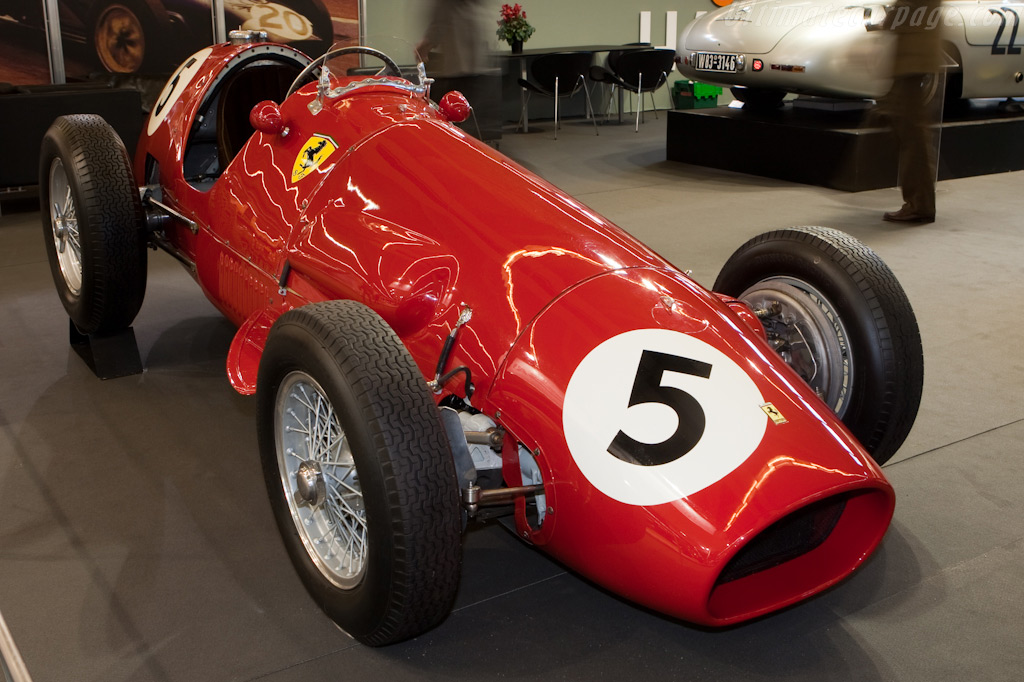
La Ferrari 500 F2 domine sans partage le championnat 1952.

La Scuderia Ferrari engage trois voitures pour ses pilotes habituels Alberto Ascari, Giuseppe Farina et Piero Taruffi. Avec son moteur quatre cylindres de 175 chevaux, la Ferrari 500 F2 domine les Grands Prix depuis le début de saison et reste invaincue en championnat. Deux autres 500 F2 sont engagées, celle de l'Écurie Francorchamps pilotée par Roger Laurent et celle de l'Écurie Espadon pour Rudi Fischer. Deux anciennes F2 à moteur V12 sont également présentes, une 166 pilotée par Piero Carini, ainsi que la deuxième voiture de l'Écurie Espadon, pilotée par Rudolf Schoeller.
- Gordini T16 "Usine"

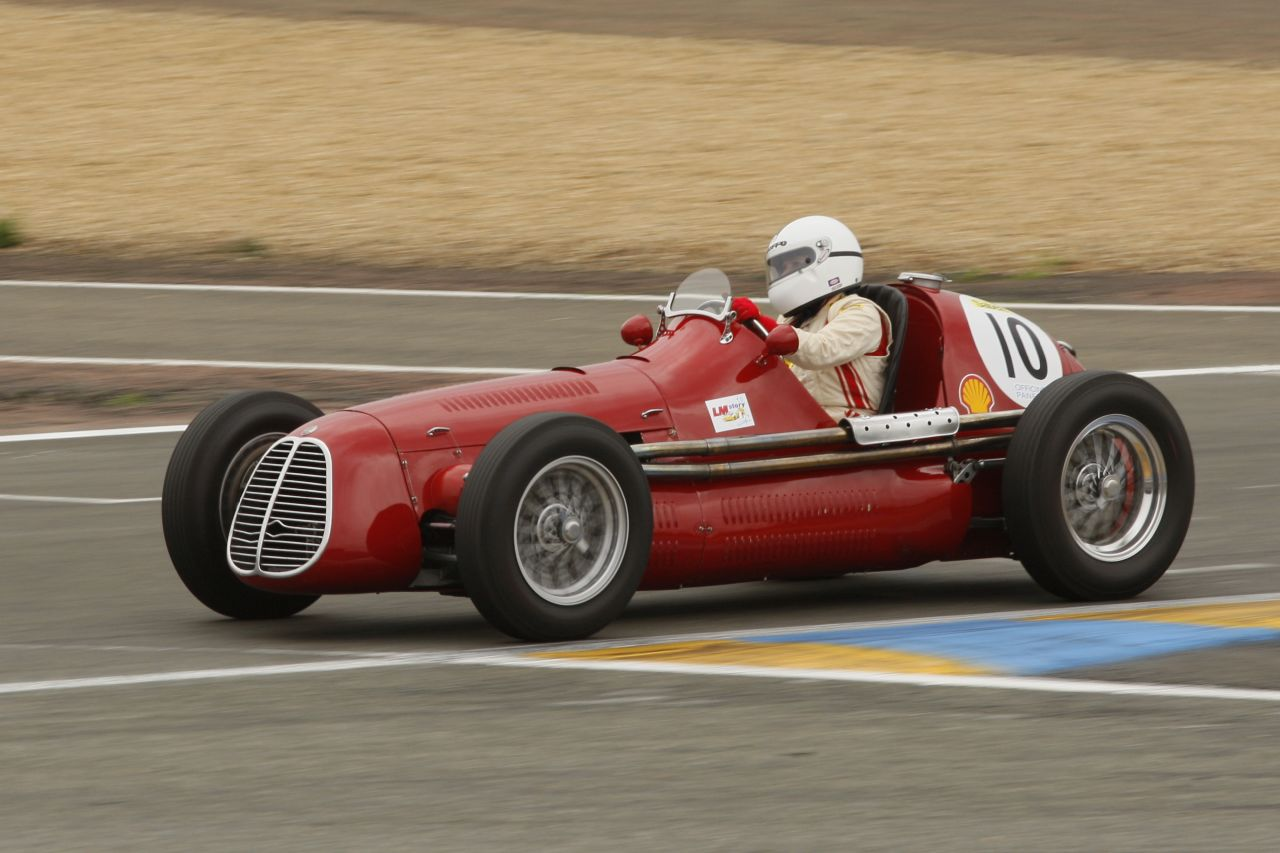
Premier engagement officiel de Maserati cette saison, avec l'A6GCM qui sera pilotée par Felice Bonetto.

Amédée Gordini engage trois monoplaces T16 (moteur six cylindres, environ 150 chevaux) pour Robert Manzon, Maurice Trintignant et Jean Behra. Ce dernier, accidenté lors des essais du Grand Prix des Sables-d'Olonne, effectue ici son retour, bien qu'il n'ait pas encore tout à fait recouvré sa condition physique. Très agiles, ces monoplaces devraient être compétitives sur ce tracé difficile, mais manquent toutefois de puissance pour sérieusement inquiéter les Ferrari.
- Maserati A6GCM "Usine"

L'usine Maserati a engagé une de ses nouvelles A6GCM pour Felice Bonetto, son premier pilote Juan Manuel Fangio, accidenté à Monza, étant toujours en convalescence. Cette monoplace qui dispose d'un moteur six cylindres développant 165 chevaux, devait être la concurrente directe de la Ferrari 500, mais sa mise au point a pris du retard et l'usine avait différé ses débuts en championnat. En début de saison, l'écurie brésilienne Escuderia Bandeirantes a acquis deux de ces voitures, engagées ici pour ses pilotes Gino Bianco et Eitel Cantoni.
- HWM 52 "Usine"

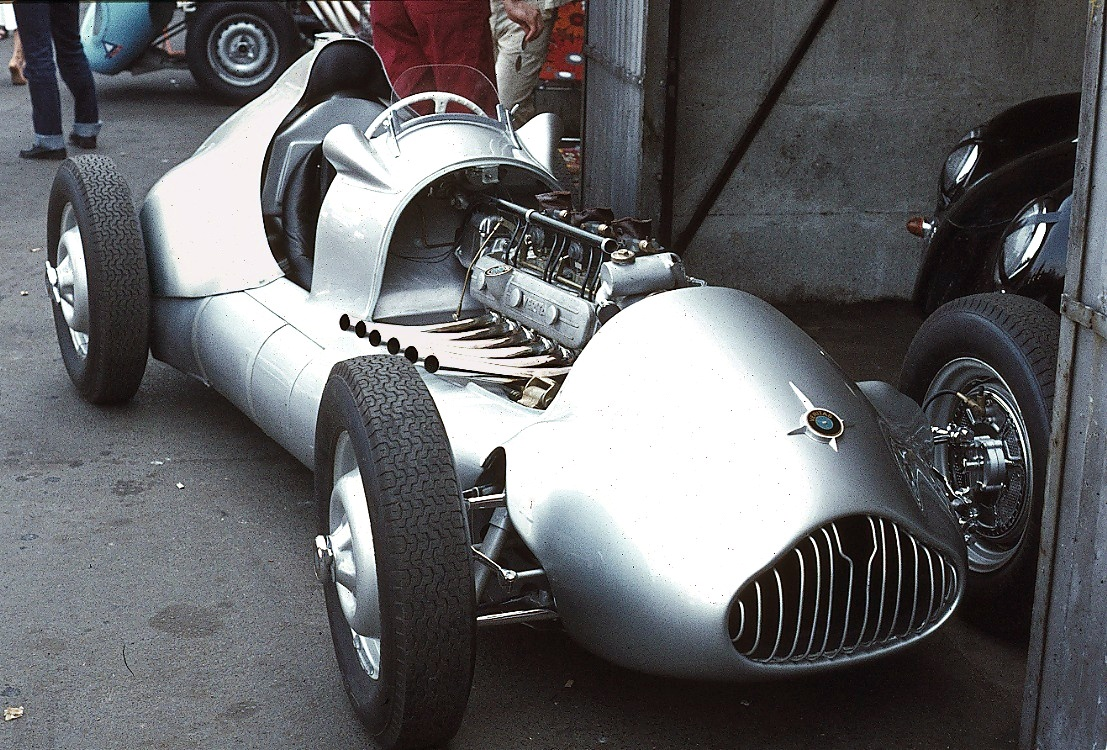
Le pilote et journaliste Paul Pietsch pilotera une Veritas Meteor.

Principale équipe britannique présente (les Cooper et Connaught ayant boycotté l'épreuve allemande), HWM engage trois modèles 52 à moteur quatre cylindres Alta d'environ 145 chevaux, un pour son pilote habituel Peter Collins, les deux autres étant attribués pour l'occasion aux Belges Paul Frère  et Johnny Claes. Une quatrième voiture est présente, celle de l'Australien Tony Gaze.
- Aston NB41

Forfait au Grand Prix de Grande-Bretagne après des essais calamiteux, le pilote-constructeur Bill Aston engage à nouveau la monoplace qu'il a conçue. L'Aston-Butterworth, très proche de la Cooper T20 quant au châssis, est entraînée par un moteur boxer 4 cylindres refroidi par air, d'une puissance de l'ordre de 140 chevaux.
- Veritas

Les Veritas, engagées par des écuries ou des pilotes privés, sont les plus représentées du plateau. Les trois monoplaces Veritas Meteor et les quatre spiders RS engagés sont équipés d'un moteur six cylindres en ligne développant environ 140 chevaux. Le plus en vue des pilotes allemands participant au Grand Prix, Paul Pietsch (également journaliste), pilote ici un modèle Meteor engagé par le groupe de presse Motor-Presse-Verlag.
- AFM & BMW

Quatre BMW spéciales et deux AFM, engagées par des pilotes locaux, complètent le plateau. Ces voitures sont toutes équipées d'un six cylindres dérivé de la BMW 328, gonflé à 130 chevaux environ.

## Coureurs inscrits
| no  | Pilote              | Écurie                    | Constructeur | Modèle         | N° châssis | Moteur         | Pneumatiques |
| --- | ------------------- | ------------------------- | ------------ | -------------- | ---------- | -------------- | ------------ |
| 101 | Alberto Ascari      | Scuderia Ferrari          | Ferrari      | Ferrari 500    | 5          | Ferrari L4     | P            |
| 102 | Giuseppe Farina     | Scuderia Ferrari          | Ferrari      | Ferrari 500    | 6          | Ferrari L4     | P            |
| 103 | Piero Taruffi       | Scuderia Ferrari          | Ferrari      | Ferrari 500    | 4          | Ferrari L4     | P            |
| 104 | Piero Carini        | Scuderia Marzotto         | Ferrari      | Ferrari 166    | GP2-49     | Ferrari V12    | P            |
| 105 | Felice Bonetto      | Officine Alfieri Maserati | Maserati     | Maserati A6GCM | 2036       | Maserati L6    | P            |
| 107 | Robert Manzon       | Equipe Gordini            | Gordini      | Gordini T16    | 31         | Gordini L6     | E            |
| 108 | Jean Behra          | Equipe Gordini            | Gordini      | Gordini T16    | 32         | Gordini L6     | E            |
| 109 | Maurice Trintignant | Equipe Gordini            | Gordini      | Gordini T16    | 34         | Gordini L6     | E            |
| 110 | Marcel Balsa        | Privé                     | BMW          | BMW Spéciale   | -          | BMW L6         | ?            |
| 111 | Peter Collins       | HW Motors                 | HWM          | HWM 52         | 2          | Alta L4        | D            |
| 112 | Paul Frère          | HW Motors                 | HWM          | HWM 52         | 5          | Alta L4        | D            |
| 113 | Johnny Claes        | HW Motors                 | HWM          | HWM 52         | 1          | Alta L4        | D            |
| 114 | Bill Aston          | WS Aston                  | WS Aston     | Aston NB41     | NB41       | Butterworth F4 | D            |
| 115 | Gino Bianco         | Escuderia Bandeirantes    | Maserati     | Maserati A6GCM | 2032       | Maserati L6    | P            |
| 116 | Eitel Cantoni       | Escuderia Bandeirantes    | Maserati     | Maserati A6GCM | 2033       | Maserati L6    | P            |
| 117 | Rudi Fischer        | Écurie Espadon            | Ferrari      | Ferrari 500    | 0184       | Ferrari L4     | P            |
| 118 | Rudolf Schoeller    | Écurie Espadon            | Ferrari      | Ferrari 212    | 110        | Ferrari V12    | P            |
| 119 | Roger Laurent       | Écurie Francorchamps      | Ferrari      | Ferrari 500    | 0208       | Ferrari L4     | P            |
| 120 | Tony Gaze           | Privé                     | HWM          | HWM 52         | 6          | Alta L4        | D            |
| 121 | Fritz Riess         | Privé                     | Veritas      | Veritas RS     |            | Veritas L6     | ?            |
| 122 | Theo Helfrich       | Privé                     | Veritas      | Veritas RS     |            | Veritas L6     | ?            |
| 123 | Willi Heeks         | Privé                     | AFM          | AFM 6          | 08         | BMW L6         | E            |
| 124 | Helmut Niedermayr   | Privé                     | AFM          | AFM 6          | 06         | BMW L6         | E            |
| 125 | Toni Ulmen          | Privé                     | Veritas      | Veritas RS     |            | Veritas L6     | ?            |
| 126 | Adolf Brudes        | Privé                     | Veritas      | Veritas RS     |            | Veritas L6     | ?            |
| 127 | Paul Pietsch        | Motor-Presse-Verlag       | Veritas      | Veritas Meteor | 08         | Veritas L6     | ?            |
| 128 | Hans Klenk          | Privé                     | Veritas      | Veritas Meteor | 06         | Veritas L6     | ?            |
| 129 | Josef Peters        | Privé                     | Veritas      | Veritas RS     |            | Veritas L6     | ?            |
| 130 | Bernd Nacke         | Privé                     | BMW          | BMW Eigenbau   |            | BMW L6         | ?            |
| 135 | Ernst Klodwig       | Privé                     | BMW          | BMW Heck       |            | BMW L6         | ?            |
| 136 | Rudolf Krause       | Privé                     | BMW          | BMW Greifzu    |            | BMW L6         | ?            |

## Qualifications
Les séances qualificatives ont lieu les vendredi et samedi précédant la course. Sur ce circuit qu'il affectionne particulièrement, et qu'il a préalablement parcouru à bord d'une berline Fiat, Alberto Ascari (Ferrari) établit un temps de référence lors de la première journée, avec un tour en 10 min 8 s, laissant son coéquipier Giuseppe Farina à 17 secondes ! Le lendemain, Farina réplique avec 10 min 7 s, mais c'est finalement Ascari qui a le dernier mot, tournant en moins de 10 min 5 s, s'adjugeant la pole position. Derrière les deux leaders de la Scuderia, Maurice Trintignant obtient un méritoire troisième temps au volant de sa Gordini, devançant son coéquipier Robert Manzon et la troisième Ferrari d'usine pilotée par Piero Taruffi.

Tout comme l'année précédente, Paul Pietsch s'est montré le plus rapide des pilotes allemands : septième temps au volant d'une Veritas (à plus de cinquante secondes toutefois de la pole position), il s'élancera en seconde ligne. Chez Maserati, pour le premier engagement officiel en championnat mondial de la nouvelle A6GCM, le manque de développement et l'absence de Juan Manuel Fangio, toujours en convalescence à la suite de son accident de Monza, se font cruellement sentir : Felice Bonetto n'a obtenu que le dixième temps et s'élancera en troisième ligne. Quant aux HWM d'usine, seules celles de Paul Frère et Johnny Claes seront au départ, Peter Collins n'étant pas admis à participer, n'ayant pu boucler les trois tours d'essais réglementaires à la suite d'un bris de pont arrière.

Dans l'ensemble, les performances des formules 2 se sont révélées décevantes : toutes les monoplaces, à l'exception de celles d'Ascari et de Farina, se sont montrées moins rapides que les Mercedes 300 SL de Karl Kling et d'Hermann Lang, engagées ce même week-end pour la course d'endurance !
- Les organisateurs n'ayant pas communiqué les temps de qualification, seuls les temps (officieux) des premiers qualifiés sont connus.

| Pos. | no  | Pilote              | Écurie  | Temps         | Écart    |
| ---- | --- | ------------------- | ------- | ------------- | -------- |
| 1    | 101 | Alberto Ascari      | Ferrari | 10 min 04 s 4 |          |
| 2    | 102 | Giuseppe Farina     | Ferrari | 10 min 07 s 0 | + 2 s 6  |
| 3    | 109 | Maurice Trintignant | Gordini | 10 min 19 s 1 | + 14 s 7 |
| 4    | 107 | Robert Manzon       | Gordini | 10 min 25 s 3 | + 20 s 9 |
| 5    | 103 | Piero Taruffi       | Ferrari | 10 min 26 s 3 | + 21 s 9 |
| 6    | 117 | Rudi Fischer        | Ferrari | 10 min 41 s 9 | + 37 s 5 |
| 7    | 127 | Paul Pietsch        | Veritas | 10 min 56 s 3 | + 51 s 9 |

## Grille de départ du Grand Prix
| 1re ligne | Pos. 4           |                  | Pos. 3              |                 | Pos. 2                       |                  | Pos. 1                       |
|           | Manzon Gordini   |                  | Trintignant Gordini |                 | Farina Ferrari 10 min 07 s 0 |                  | Ascari Ferrari 10 min 04 s 4 |
| 2e ligne  |                  | Pos. 7           |                     | Pos. 6          |                              | Pos. 5           |                              |
|           |                  | Pietsch Veritas  |                     | Fischer Ferrari |                              | Taruffi Ferrari  |                              |
| 3e ligne  | Pos. 11          |                  | Pos. 10             |                 | Pos. 9                       |                  | Pos. 8                       |
|           | Behra Gordini    |                  | Bonetto Maserati    |                 | Heeks AFM                    |                  | Klenk Veritas                |
| 4e ligne  |                  | Pos. 14          |                     | Pos. 13         |                              | Pos. 12          |                              |
|           |                  | Gaze HWM         |                     | Frère HWM       |                              | Riess Veritas    |                              |
| 5e ligne  | Pos. 18          |                  | Pos. 17             |                 | Pos. 16                      |                  | Pos. 15                      |
|           | Helfrich Veritas |                  | Laurent Ferrari     |                 | Bianco Maserati              |                  | Ulmen Veritas                |
| 6e ligne  |                  | Pos. 21          |                     | Pos. 20         |                              | Pos. 19          |                              |
|           |                  | Aston WS Aston   |                     | Peters Veritas  |                              | Brudes Veritas   |                              |
| 7e ligne  | Pos. 25          |                  | Pos. 24             |                 | Pos. 23                      |                  | Pos. 22                      |
|           | Balsa BMW        |                  | Schoeller Ferrari   |                 | Krause BMW                   |                  | Niedermayr AFM               |
| 8e ligne  |                  | Pos. 28          |                     | Pos. 27         |                              | Pos. 26          |                              |
|           |                  | Emplacement vide |                     | Carini Ferrari  |                              | Cantoni Maserati |                              |
| 9e ligne  | Pos. 32          |                  | Pos. 31             |                 | Pos. 30                      |                  | Pos. 29                      |
|           | Emplacement vide |                  | Claes HWM           |                 | Nacke BMW                    |                  | Klodwig BMW                  |

## Déroulement de la course
À l'occasion du vingt-cinquième anniversaire du Nürburgring, plusieurs courses de voitures de sport ont été organisées en prélude à la course de F2, et la présence des Mercedes 300 SL, qui ont récemment remporté les 24 Heures du Mans, a attiré de nombreux spectateurs sur le circuit : on en dénombre près de 300 000. Le départ du Grand Prix est donné par temps chaud et ensoleillé.
Comme à son habitude, Alberto Ascari (Ferrari) effectue un envol parfait; à la sortie du virage sud, il devance la Gordini de Robert Manzon, la Ferrari de Giuseppe Farina et la Maserati de Felice Bonetto, qui a gagné six places au départ. Viennent ensuite Paul Pietsch (Veritas) et Maurice Trintignant (Gordini). Farina prend rapidement le dessus sur Manzon et s'empare de la seconde place. Au cours de ce premier tour, Bonetto, toujours en quatrième position, dérape et amorce un tête-à-queue. Pietsch et Trintignant, qui le suivaient de près, parviennent à l'éviter. Dans la manœuvre, Pietsch a endommagé sa boîte de vitesses, Trintignant sa suspension, tous deux doivent abandonner. Bonetto, quant à lui, est parvenu à repartir, mais ayant bénéficié de l'aide spectateurs il est aussitôt disqualifié. Au premier passage sur la ligne, Ascari compte déjà six secondes et demie d'avance sur son coéquipier Farina. Manzon vient ensuite, talonné par Piero Taruffi sur  la troisième Ferrari d'usine. Suivent Rudi Fischer (Ferrari privée) et la Gordini de Jean Behra; Behra n'est pas complètement rétabli de son accident des Sables d'Olonne, et sur ce tracé exigeant il ne peut suivre le rythme de son coéquipier Manzon. Lors du second tour, Taruffi prend le meilleur sur Manzon; les Ferrari officielles occupent les trois premières places. Ascari augmente régulièrement son avance sur Farina, d'autant que ce dernier va devoir s'arrêter pour remplacer les bougies au début du quatrième tour, laissant la seconde place à Taruffi. Après cinq tours, Ascari, qui vient d'effectuer le meilleur tour en course à la moyenne de 135,7 km/h, compte plus d'une minute d'avance sur Taruffi et Farina. Celui-ci récupère bientôt la seconde place. La course sombre dans la monotonie, personne n'étant en mesure d'inquiéter les Ferrari. Peu avant la mi-course,alors qu'il occupe toujours la quatrième position, Manzon perd une roue et sort de la piste, heureusement sans dommage pour lui.
Avec Fischer quatrième sur la voiture de l'écurie espadon, ce sont désormais quatre Ferrari qui occupent les quatre premières positions, loin devant la Gordini du courageux Behra. Grâce à l'avance acquise, l'équipe italienne peut effectuer le remplacement des pneus en toute sérénité. Premier à s'arrêter au début du dixième tour, Ascari repart en tête, comptant encore quarante-cinq secondes d'avance sur Farina. Celui-ci s'arrête au passage suivant. Au moment de repartir du stand, il cale deux fois, et perd la seconde place au profit de Taruffi, mais un tour plus tard Farina a redépassé son coéquipier.
Les positions semblent acquises, Ascari maintenant une confortable avance d'une cinquantaine de secondes sur Farina, lorsqu'au tout début du dix-septième tour le leader s'arrête en catastrophe à son stand, une fuite d'huile inondant le cockpit. Le temps de colmater la fuite et de ravitailler en lubrifiant, Farina est passé. Lorsqu'Ascari redémarre, il compte neuf secondes de retard, et il ne reste que deux boucles à parcourir. Tenant particulièrement à la victoire, pour lui synonyme de titre mondial, il s'élance à la poursuite de son coéquipier. L'écart semble d'abord se maintenir, au Karussel soit après un demi-tour son retard s'élève encore à huit secondes. Mais dans les enchaînements suivant, la maîtrise d'Ascari fait merveille, et l'avance de Farina commence à fondre : sept secondes au passage de Wippermann, cinq à Brünnchen, plus que trois à Schwalbenschwanz. À l'amorce de la grande ligne droite, Ascari a Farina en ligne de mire et à la fin du tour, devant les tribunes, il reprend la tête sous les acclamations de la foule. On aborde alors le dernier tour; dans la courbe sud, Farina tente de reprendre l'avantage, mais Ascari conserve sa position, et se détache rapidement, pour terminer la course avec près de quinze secondes d'avance sur son suivant, empochant à la fois la victoire, la médaille d'or pour son triplé (1950, 1951 et 1952) dans cette épreuve et surtout le titre mondial, à deux courses de la fin du championnat. Derrière Farina, Rudi Fischer prend la troisième place, Taruffi achevant la course au ralenti, victime d'un problème de pont arrière, et terminant quatrième à un tour du vainqueur, devant Behra.

### Classements intermédiaires
Classements intermédiaires des monoplaces aux premier, deuxième, quatrième, cinquième, neuvième, dixième et quinzième tours.

### Classement de la course
| Pos. | no  | Pilote              | Écurie      | Tours | Temps/Abandon     | Grille | Points |
| ---- | --- | ------------------- | ----------- | ----- | ----------------- | ------ | ------ |
| 1    | 101 | Alberto Ascari      | Ferrari     | 18    | 3 h 06 min 13 s 3 | 1      | 9      |
| 2    | 102 | Giuseppe Farina     | Ferrari     | 18    | + 14 s 1          | 2      | 6      |
| 3    | 117 | Rudi Fischer        | Ferrari     | 18    | + 7 min 10 s 1    | 6      | 4      |
| 4    | 103 | Piero Taruffi       | Ferrari     | 17    | + 1 tour          | 5      | 3      |
| 5    | 108 | Jean Behra          | Gordini     | 17    | + 1 tour          | 11     | 2      |
| 6    | 119 | Roger Laurent       | Ferrari     | 16    | + 2 tours         | 17     |        |
| 7    | 121 | Fritz Riess         | Veritas-BMW | 16    | + 2 tours         | 12     |        |
| 8    | 125 | Toni Ulmen          | Veritas-BMW | 16    | + 2 tours         | 15     |        |
| 9    | 124 | Helmut Niedermayr   | AFM-BMW     | 15    | + 3 tours         | 22     |        |
| 10   | 113 | Johnny Claes        | HWM-Alta    | 15    | + 3 tours         | 32     |        |
| 11   | 128 | Hans Klenk          | Veritas     | 14    | + 4 tours         | 8      |        |
| 12   | 135 | Ernst Klodwig       | BMW         | 14    | + 4 tours         | 29     |        |
| Abd. | 107 | Robert Manzon       | Gordini     | 8     | Accident          | 4      |        |
| Abd. | 123 | Willi Heeks         | AFM-BMW     | 7     | Perte d'une roue  | 9      |        |
| Abd. | 120 | Tony Gaze           | HWM-Alta    | 6     | Boîte de vitesses | 14     |        |
| Abd. | 126 | Adolf Brudes        | Veritas-BMW | 5     | Moteur            | 19     |        |
| Abd. | 110 | Marcel Balsa        | BMW         | 5     | Moteur            | 25     |        |
| Abd. | 130 | Bernd Nacke         | BMW         | 5     | Allumage          | 30     |        |
| Abd. | 116 | Eitel Cantoni       | Maserati    | 4     | Transmission      | 26     |        |
| Abd. | 136 | Rudolf Krause       | BMW         | 3     | Moteur            | 23     |        |
| Abd. | 118 | Rudolf Schoeller    | Ferrari     | 3     | Suspension        | 24     |        |
| Abd. | 114 | Bill Aston          | WS Aston    | 2     | Pression d'huile  | 21     |        |
| Abd. | 109 | Maurice Trintignant | Gordini     | 1     | Accident          | 3      |        |
| Abd. | 127 | Paul Pietsch        | Veritas     | 1     | Boîte de vitesses | 7      |        |
| Dsq. | 105 | Felice Bonetto      | Maserati    | 1     | Disqualifié       | 10     |        |
| Abd. | 112 | Paul Frère          | HWM-Alta    | 1     | Boîte de vitesses | 13     |        |
| Abd. | 122 | Theo Helfrich       | Veritas-BMW | 1     | Moteur            | 18     |        |
| Abd. | 129 | Josef Peters        | Veritas-BMW | 1     | Moteur            | 20     |        |
| Abd. | 104 | Piero Carini        | Ferrari     | 1     | Freins            | 27     |        |
| Abd. | 115 | Gino Bianco         | Maserati    | 0     | Moteur            | 16     |        |

Légende:
- Abd.= Abandon.
- Dsq.= Disqualifié.

### Pole position et record du tour
- Pole position :  Alberto Ascari en 10 min 04 s 4 (vitesse moyenne : 135,864 km/h). Temps réalisé lors de la deuxième journée d'essais[10]. Temps non officiel, les organisateurs n'ayant pas communiqué les résultats des qualifications[8].
- Meilleur tour en course :  Alberto Ascari en 10 min 05 s 1 (vitesse moyenne : 135,706 km/h) au cinquième tour[11].

### Tours en tête
- Alberto Ascari : 18 tours (1-18)
- Bien que premier à chacun des dix-huit passages sur la ligne, Ascari n'a pas mené la course de bout en bout : ayant dû s'arrêter au stand au début du dix-septième tour, il abandonne alors la première place à Giuseppe Farina, mais reprend la tête à la fin de ce même tour. Farina a effectivement mené la course durant vingt-deux kilomètres.

## Classement général à l'issue de la course
- attribution des points : 8, 6, 4, 3, 2 respectivement aux cinq premiers de chaque épreuve et 1 point supplémentaire pour le pilote ayant accompli le meilleur tour en course (signalé par un astérisque)

| Pos. | Pilote              | Écurie       | Points | SUI | 500 | BEL | FRA | GBR | ALL | NL | ITA |
| ---- | ------------------- | ------------ | ------ | --- | --- | --- | --- | --- | --- | -- | --- |
| 1    | Alberto Ascari      | Ferrari      | 36     | -   | -   | 9*  | 9*  | 9*  | 9*  |    |     |
| 2    | Piero Taruffi       | Ferrari      | 22     | 9*  | -   | -   | 4   | 6   | 3   |    |     |
| 3    | Giuseppe Farina     | Ferrari      | 18     | -   | -   | 6   | 6   | -   | 6   |    |     |
| 4    | Rudi Fischer        | Ferrari      | 10     | 6   | -   | -   | -   | -   | 4   |    |     |
| 5    | Troy Ruttman        | Kuzma        | 8      | -   | 8   | -   | -   | -   | -   |    |     |
| 6    | Robert Manzon       | Gordini      | 7      | -   | -   | 4   | 3   | -   | -   |    |     |
|      | Mike Hawthorn       | Cooper       | 7      | -   | -   | 3   | -   | 4   | -   |    |     |
| 8    | Jim Rathmann        | Kurtis Kraft | 6      | -   | 6   | -   | -   | -   | -   |    |     |
|      | Jean Behra          | Gordini      | 6      | 4   | -   | -   | -   | -   | 2   |    |     |
| 10   | Sam Hanks           | Kurtis Kraft | 4      | -   | 4   | -   | -   | -   | -   |    |     |
| 11   | Ken Wharton         | Frazer Nash  | 3      | 3   | -   | -   | -   | -   | -   |    |     |
|      | Duane Carter        | Lesovsky     | 3      | -   | 3   | -   | -   | -   | -   |    |     |
|      | Dennis Poore        | Connaught    | 3      | -   | -   | -   | -   | 3   | -   |    |     |
| 14   | Alan Brown          | Cooper       | 2      | 2   | -   | -   | -   | -   | -   |    |     |
|      | Art Cross           | Kurtis Kraft | 2      | -   | 2   | -   | -   | -   | -   |    |     |
|      | Paul Frère          | HWM          | 2      | -   | -   | 2   | -   | -   | -   |    |     |
|      | Maurice Trintignant | Gordini      | 2      | -   | -   | -   | 2   | -   | -   |    |     |
|      | Eric Thompson       | Connaught    | 2      | -   | -   | -   | -   | 2   | -   |    |     |
| 19   | Bill Vukovich       | Kurtis Kraft | 1      | -   | 1*  | -   | -   | -   | -   |    |     |

## À noter
- 6e victoire en championnat du monde pour Alberto Ascari.
- 8e victoire en championnat du monde pour Ferrari en tant que constructeur.
- 8e victoire en championnat du monde pour Ferrari en tant que motoriste.
- Felice Bonetto est disqualifié pour avoir reçu de l'aide extérieure.
- À l'issue de cette course, Alberto Ascari est champion du monde des pilotes.